# Arnaut de Tintinhac
Arnaut de Tintinhac (fl. mitjans del segle xii) fou un trobador occità.

## Vida
No es tenen dades en fonts d'arxiu d'aquest autor ni tampoc una vida. Seria originari de Tintinhac (francès, Tintignac), llogaret avui al municipi de Navas (Corresa). Ell mateix s'anomena cel de Tintinhac ("el de Tintinhac") amb un cert orgull; seria un petit senyor feudal de Tintinhac.
Segons Riquer, el seu estil recorda el de trobadors com Marcabrú i Bernart Martí.

## Obra
- (34,1)[3] En esmai et en cossirier
- (34,2) Lo joi comens en un bel mes
- (34, 3) Molt dezir l'aura doussana

També se li atribueix 411, 2 Belh m'es, quan l'erba reverdis, que el cançoner C atribueix a Ramon Vidal de Besalú; però el cançoner E atribueix a Arnaut.

### Edicions
- J. Mouzat, Le troubadour Arnaut de Tintinhac, Tulle, 1956

### Repertoris
- Alfred Pillet / Henry Carstens, Bibliographie der Troubadours von Dr. Alfred Pillet […] ergänzt, weitergeführt und herausgegeben von Dr. Henry Carstens. Halle : Niemeyer, 1933 [Arnaut de Tintinhac és el número PC 34]